# US Open 2014 (9-Ball)
Die US Open 2014 (offiziell: US Open 9-Ball Championship 2014) waren die 39. Austragung der US Open in der Poolbillarddisziplin 9-Ball. Sie fanden vom 12. bis 18. Oktober 2014 im Marriott Chesapeake in Chesapeake, Virginia, in den USA statt.
Sieger des Turniers wurde der Amerikaner Shane van Boening durch einen 13:10-Finalsieg gegen den Philippiner Dennis Orcollo. Van Boening gewann das Turnier nach 2007, 2012 und 2013 zum vierten Mal. Er ist zudem der bislang einzige Spieler, dem es gelang die US Open dreimal in Folge zu gewinnen. Der Grieche Nikos Ekonomopoulos belegte den dritten Platz. Thorsten Hohmann wurde als bester Deutscher Neunter.
Insgesamt wurden 178.000 US-Dollar Preisgeld ausgeschüttet. Der Sieger erhielt davon 24.000 US-Dollar.

## Modus
Das Turnier wurde im Doppel-K.-o.-System gespielt. Das bedeutet, dass ein Spieler erst nach der zweiten Niederlage aus dem Turnier ausscheidet. In der Vorrunde wurde gespielt, bis einer der beiden Spieler 11 Spiele (sog. Racks) gewonnen hatte; im Finale wurde bis 13 gespielt.
Es begann immer der Spieler, der im vorhergehenden Rack den Punkt gemacht hatte (Winnerbreak).

## Rangliste
Im Folgenden sind die 32 bestplatzierten Spieler angegeben.
| Platz | Spieler              |
| ----- | -------------------- |
| 1     | Shane van Boening    |
| 2     | Dennis Orcollo       |
| 3     | Nikos Ekonomopoulos  |
| 4     | Mike Dechaine        |
| 5     | Warren Kiamco        |
| 5     | Francisco Bustamante |
| 7     | Justin Hall          |
| 7     | Jason Klatt          |
| 9     | Ernesto Domínguez    |
| 9     | Thorsten Hohmann     |
| 9     | Karl Boyes           |
| 9     | Darren Appleton      |
| 13    | Efren Reyes          |
| 13    | Chris Futrell        |
| 13    | Daryl Peach          |
| 13    | Do Hoang Quan        |

| Platz | Spieler           |
| ----- | ----------------- |
| 17    | Kenichi Uchigaki  |
| 17    | John Morra        |
| 17    | Alexander Kazakis |
| 17    | Justin Bergman    |
| 17    | Corey Deuel       |
| 17    | Waleed Majid      |
| 17    | Nick van den Berg |
| 17    | Niels Feijen      |
| 25    | Li Hewen          |
| 25    | Jeremy Sossei     |
| 25    | Jonathan Pinegar  |
| 25    | Earl Strickland   |
| 25    | Rodrigo Geronimo  |
| 25    | Liu Haitao        |
| 25    | Chris Bruner      |
| 25    | Raj Hundal        |